# Tupi (gisement)
«  Lula (gisement) » redirige ici. Pour les autres significations, voir Lula (homonymie).
Pour les articles homonymes, voir Tupi.
Tupi (anciennement Lula) est un important gisement de pétrole offshore brésilien, dont la découverte a été annoncée par Petrobras en novembre 2007.

## Présentation
Ce gisement se situe dans une couche antésalifère du bassin de Santos, une zone d'exploration récente. Il contient aussi bien du pétrole que du gaz naturel, les réserves totales, en équivalent pétrole, se chiffreraient de 5 à 8 milliards de barils équivalent, ce qui en ferait le plus grand gisement découvert dans le monde depuis Kachagan. Il a cependant été dépassé en 2010 par Libra, également au Brésil.
La production pourrait commencer dès 2011 et le pétrole semble de meilleure qualité que celui d'autres gisements brésiliens comme Marlim. 
L'ambassadeur brésilien auprès de l'Arabie saoudite a même déclaré que le Brésil pourrait à la suite de cette découverte envisager d'adhérer à l'OPEP.